# Szczep Alfa wirusa SARS-CoV-2
Wariant alfa wirusa SARS-CoV-2 (także: linia filogenetyczna B.1.1.7, wariant brytyjski, VOC 202012/01, VUI – 202012/01 – ang. Variant Under Investigation in December 2020) – szczep koronawirusa SARS-CoV-2, odpowiedzialnego za wywoływanie choroby COVID-19, różniący się od niego o 17 mutacji.
Szczep został po raz pierwszy wykryty w październiku 2020 roku w Wielkiej Brytanii i rozpoczął szybkie rozprzestrzenianie się w połowie grudnia tego samego roku. W styczniu 2021 roku Europejskie Centrum ds. Zapobiegania i Kontroli Chorób ostrzegało przed bardzo wysokim ryzykiem rozprzestrzenienia nowego wariantu w krajach UE.

## Wykrycie
VUI-202012/01 został wykryty w październiku 2020 roku przez konsorcjum „COVID-19 Genomics UK (COG-UK)” w próbce pobranej we wrześniu 2020 roku.

## Charakterystyka

### Zaraźliwość
W przemówieniu 19 grudnia 2020 roku Premier Wielkiej Brytanii Boris Johnson poinformował, że VUI-202012/01 jest 70% bardziej zakaźny niż główny szczep koronawirusa.

### Wirulencja
19 grudnia 2020 roku Boris Johnson poinformował, że na razie nie ma dowodów na zwiększoną wirulencję nowego szczepu koronawirusa, ani na zwiększony współczynnik śmiertelności chorych.
Doradczyni medyczna NHS Test and Trace, Susan Hopkins również poinformowała o braku dowodów na zwiększoną śmiertelność zakażonych lub na pogorszenie się ich stanu względem pacjentów zakażonych SARS-CoV-2. Poinformowano również, że agencja Public Health England rozpoczęła badania w parku naukowym Porton Down w celu znalezienia dowodów na to czy nowy szczep wpływa na ciężkość choroby.